# Bột Hải Văn vương
Văn Vương (trị vì 737 – 793) có tên là Đại Khâm Mậu (대흠무, 大祚榮, Dae Heum-mu), là vị vua thứ ba và có thời gian trị vì dài nhất của vương quốc Bột Hải. Ông kế vị phụ thân là Vũ Vương khi Vũ Vương qua đời vào năm 737. Miếu hiệu của ông là Thế Tông.

## Thời Bột Hải Cao Vương
Đại Khâm Mậu sinh ra vào cuối thời kỳ cai trị của vua Bột Hải Cao Vương, là con trai thứ ba của Đại Vũ Nghệ.
Tháng 6 năm Thiên Thống thứ 22 (719), Bột Hải Cao Vương (Đại Tộ Vinh, ông nội của Đại Khâm Mậu) băng hà, thọ 74 tuổi. Người con trai trưởng của Đại Tộ Vinh là Đại Vũ Nghệ (Dae Muye, cha của Đại Khâm Mậu) lên ngôi, tức là vua Bột Hải Vũ Vương. Đại Tộ Vinh đã để lại di chúc rằng “Đừng quên tinh thần Cao Câu Ly, hãy kế thừa tinh thần của Cao Câu Ly”. Bột Hải Vũ Vương truy hiệu cho cha mình là Hiếu Cao đại vương là danh hiệu có tính tượng trưng cho “Vua của Cao Câu Ly”, truyền lại ý chí mạnh mẽ cho các đời vua Bột Hải sau này.

## Thời Bột Hải Vũ Vương
Bột Hải Vũ Vương (cha của Đại Khâm Mậu) được vua Đường Huyền Tông sắc phong vương vị là Quế Lâu Vương (Gyeru wang) - Vương của tỉnh Quế Lâu (Gyeru). Bột Hải Vũ Vương truy phong thụy hiệu cho cha mình, Đại Tộ Vinh, là Cao Vương. Từ đó, Bột Hải Vũ Vương tuyên bố niên hiệu Nhân An (In-an) cùng năm 719 (niên hiệu thay thế cho niên hiệu Thiên Thống của vua Bột Hải Cao Vương Đại Tộ Vinh), một hành động nhằm thể hiện tính độc lập với nhà Đường của Trung Quốc dù ông ta đã nhận mọi sắc phong của nhà Đường. Trên một phương diện khác, ông ta thường xuyên cứ sứ thần sang nhà Đường, trong đó có cả con trai và các em trai.
Năm Nhân An thứ ba (năm 721) Bột Hải Vũ Vương xuất quân đánh chiếm 2/3 lãnh địa của bộ lạc Bạch Sơn Mạt Hạt. Cũng trong năm 721, nhà Đường (đời vua Đường Huyền Tông) yêu cầu Bột Hải Vũ Vương hỗ trợ quân sự cho nhà Đường chống lại tộc Khiết Đan (đời Khả hãn Lý Úc Vu) nhưng Bột Hải Vũ Vương đã từ chối.
Năm Nhân An thứ 7 (năm 725), An Đông đô hộ Tiết Thái (薛泰) của An Đông đô hộ phủ tại Bình Châu đề nghị vua Đường Huyền Tông cho đóng quân Đường trong khu vực. Đáp lại, các quan chức nhà Đường đã cử một chính quyền gồm các thủ lĩnh của các bộ lạc nhỏ hơn dưới sự chỉ huy của Thứ sử U Châu. Bột Hải Vũ Vương tin rằng bộ lạc Hắc Thủy Mạt Hạt và nhà Đường đang âm mưu tấn công vương quốc Bột Hải của mình và Bột Hải Vũ Vương đã yêu cầu một cuộc tấn công phủ đầu. Bột Hải Vũ Vương đã ra lệnh cho em trai mình là Đại Môn Nghệ (大門藝, Dae Mun-ye, chú của Đại Khâm Mậu) dẫn quân Bột Hải đi tấn công bộ lạc Hắc Thủy Mạt Hạt. Đại Môn Nghệ, người đã ở lại kinh đô Trường An nhà Đường làm con tin kể từ khi bắt đầu quan hệ hòa bình giữa Bột Hải và nhà Đường từ năm 705 đến năm 725 mới được về nước, và hiểu ý nghĩa của việc tấn công đồng minh của nhà Đường, đã miễn cưỡng thực hiện mệnh lệnh. Bộ lạc Hắc Thủy Mạt Hạt bị đánh bại, lãnh thổ vương quốc Bột Hải được mở rộng. Điều này đã dẫn đến xích mích ngoại giao chống lại vua Đường Huyền Tông. Việc mở rộng lãnh thổ của Bột Hải Vũ Vương đã bị hiểu lầm là một mối ràng buộc chính trị với một số bộ lạc Mạt Hạt, và Bột Hải Vũ Vương bị ép buộc phải gửi con trai trưởng của mình là Đại Đô Lợi Hành (大都利行, anh của Đại Khâm Mậu) đến nhà Đường làm con tin. Đại Môn Nghệ đã hai lần khuyên Bột Hải Vũ Vương nên từ bỏ kế hoạch tấn công bộ lạc Hắc Thủy Mạt Hạt.
Bột Hải Vũ Vương không để ý đến em trai mình và lấy sự miễn cưỡng của Đại Môn Nghệ làm cái cớ để loại bỏ Đại Môn Nghệ ra khỏi quyền chỉ huy quân đội Bột Hải. Đại Môn Nghệ bỏ trốn sang Trường An nhà Đường (đời vua Đường Huyền Tông).
Năm Nhân An thứ 8 (năm 726), Bột Hải Vũ Vương (cha của Đại Khâm Mậu) xuất quân đánh chiếm bộ lạc Túc Mạt Mạt Hạt, Bá Đốt Mạt Hạt và Phất Niết Mạt Hạt, chiếm 1/3 lãnh địa của bộ lạc Ngu Lâu Mạt Hạt. Bột Hải Vũ Vương tiêu diệt và sáp nhập vương quốc Dumaknu (hậu duệ của quốc gia Bắc Phù Dư) ở phía bắc. Bột Hải Vũ Vương còn tấn công bộ lạc Thiết Lợi Mạt Hạt, buộc Thiết Lợi Mạt Hạt trở thành chư hầu của vương quốc Bột Hải.
Năm Nhân An thứ 9 (năm 727), Bột Hải Vũ Vương xuất quân đánh chiếm toàn bộ 1/3 lãnh địa còn lại của bộ lạc Bạch Sơn Mạt Hạt và chiếm nhiều thành của nhà Đường (đời vua Đường Huyền Tông) ở An Đông đô hộ phủ.
Dù Bột Hải Vũ Vương được vua Đường Huyền Tông sắc phong vương vị là Quế Lâu Vương nhưng sự phát triển mạnh mẽ của Bột Hải đã gây ra va chạm với nhà Đường cũng như Tân La ở phía nam Triều Tiên, Khiết Đan, Khố Mạc Hề (Kumo Xi), Đột Quyết, và một vài bộ lạc Mạt Hạt. Trong khi bộ lạc Hắc Thủy Mạt Hạt ở phía bắc Bột Hải nằm dưới quyền kiểm soát trực tiếp của nhà Đường từ năm 727, Bột Hải Vũ Vương đã tấn công bộ lạc Hắc Thủy Mạt Hạt ở đông bắc do lo sợ một cuộc tấn công gọng kìm. Để tránh sự cô lập quốc tế, Bột Hải bắt đầu cử sứ thần sang Nhật Bản (đời Thiên hoàng Shōmu) từ tháng 8 năm 727. Nhật Bản, vốn đã có mối quan hệ căng thẳng với Tân La (đời vua Tân La Thánh Đức vương) đã hoan nghênh vương quốc với vị thế của một Cao Câu Ly (Goguryeo) và Phù Dư (Buyeo) hồi sinh.
Bột Hải Vũ Vương đã tấn công vào đông bắc nhà Đường bằng bộ binh vào năm Nhân An thứ 10 (năm 728). Khi quân Đường chuẩn bị phản công thì quân Bột Hải lui quân.
Năm Nhân An thứ 14 (năm 732) Bột Hải Vũ Vương cử một đoàn sứ giả Bột Hải đến triều đình nhà Đường yêu cầu vua Đường Huyền Tông xử tử Đại Môn Nghệ. Đáp lại, nhà Đường đã bí mật gửi Đại Môn Nghệ đến Trung Á trong khi thông báo cho Bột Hải Vũ Vương rằng em trai của ông ta đã bị đày đến miền nam nhà Đường. Tuy nhiên, sự thật của các sự kiện đã bị rò rỉ ra ngoài, khiến Bột Hải Vũ Vương vô cùng tức giận. Thêm vào đó, con trai trưởng của ông ta là Đại Đô Lợi Hành (anh của Đại Khâm Mậu) đang làm con tin ở nhà Đường được 7 năm thì qua đời. Điều này càng khiến Bột Hải Vũ Vương hạ quyết tâm tuyên chiến với nhà Đường.
Sau đó Bột Hải Vũ Vương phái Trương Văn Hưu (장문휴, 張文休) dẫn hải quân Bột Hải đi tấn công Đăng Châu (nay là Yên Đài) thuộc bán đảo Sơn Đông nhà Đường cùng năm 732. Hải quân Bột Hải của Trương Văn Hưu đã giết chết quan thái thú nhà Đường ở bán đảo Sơn Đông là Vĩ Tuấn (偉俊), chiếm đóng Đăng Châu và tiếp tục đi đánh chiếm các thành trì nhà Đường khác ở Sơn Đông, bắt rất nhiều thủy thủ và thường dân nhà Đường giải về Bột Hải..
Một thời gian ngắn sau, Trương Văn Hưu cho rút quân chiến thuật ra khỏỉ thành Đăng Châu nhưng quân Bột Hải của Trương Văn Hưu vẫn còn chiếm đóng nhiều thành trì thuộc Sơn Đông nhà Đường.
Bột Hải Vũ Vương (cha của Đại Khâm Mậu) thân chinh dẫn bộ binh Bột Hải tiến đến Mã Đô Sơn (馬都山) tại Du Quan của nhà Đường và tiến hành đánh chiếm nhiều quận huyện của nhà Đường gần đó. Bột Hải Vũ Vương cho quân đi cướp phá thị trấn Matoushan (phía tây bắc Sơn Hải quan ngày nay), và giết chết 10.000 binh lính nhà Đường. Quân Bột Hải còn đột kích và cướp bóc biên giới nhà Đường dọc theo Liêu Hà và bờ biển của Tiểu Cao Câu Ly ở bán đảo Liêu Đông cũng bị quân Bột Hải đột kích. Tháng 9 năm 732, quân Bột Hải do Trương Văn Hưu chỉ huy tấn công thành Đăng Châu ở Sơn Đông nhà Đường lần 2. Vua Đường Huyền Tông cử quân đến phòng thủ và chi viện cho Đăng Châu.
Cùng năm 732, tướng Đường là Cát Phúc Thuận đánh bại quân Bột Hải một trận lớn ở Sơn Đông khiến hải quân Bột Hải của Trương Văn Hưu phải rút khỏi Sơn Đông theo đường biển về nước.
Năm Nhân An thứ 15 (năm 733), vua Đường Huyền Tông lệnh cho Đại Môn Nghệ (大門藝, Dae Mun-ye, chú của Đại Khâm Mậu) dẫn quân Đường tấn công vương quốc Bột Hải cùng với các lực lượng của nước Tân La (đời vua Tân La Thánh Đức Vương), song đã không thành công. Liên quân Đường - Tân La gặp tuyết lớn chặn mọi con đường. Bão tuyết đã giết chết một nửa trong số 100.000 quân Đường - Tân La nên buộc bọn họ phải lui quân. Bột Hải Vũ Vương (cha của Đại Khâm Mậu) chớp thời cơ xua quân đánh tan liên quân Đường - Tân La. Đại Môn Nghệ theo quân Đường rút về nhà Đường. Bột Hải Vũ Vương tiếp tục cố giết em trai Đại Môn Nghệ của mình. Bột Hải Vũ Vương cử một thích khách đến Lạc Dương nhà Đường để ám sát Đại Môn Nghệ. Đại Môn Nghệ bị tấn công vào ban ngày gần cầu Tianjin bên ngoài hoàng cung Lạc Dương nhưng không hề hấn gì.
Bột Hải Vũ Vương sau đó phái sứ giả mang thư đến nhà Đường có nội dung chỉ trích vua Đường Huyền Tông như sau:
Một đế chế vĩ đại (như nhà Đường) phải thể hiện sự chân thành, tại sao Ngài (Đường Huyền Tông) lại lừa dối chúng tôi? Làm ơn, hãy giết hắn (Đại Môn Nghệ) với yêu cầu cũ của tôi!.— Theo Cựu Đường thư
Năm Nhân An thứ 16 (năm 734), vua Tân La Thánh Đức Vương phái quân Tân La tấn công vương quốc Bột Hải của Bột Hải Vũ Vương nhưng bị Bột Hải Vũ Vương đánh bại. Sau đó Bột Hải Vũ Vương liên tục tấn công Tân La của vua Tân La Thánh Đức Vương từ năm 734 đến năm 735, đánh cho nước Tân La tan tác.
Bối cảnh bất lợi về chiến lược bắt đầu chuyển sang vương quốc Bột Hải vào năm 734 – 735, khi thủ lĩnh người Khiết Đan là Khả hãn Khuất Liệt, Khả hãn Lý Qua Chiết và Khả Đột Vu và đồng minh Hãn quốc Hậu Đột Quyết (các đời Bì Gia Khả hãn A Sử Na Mặc Cức Liên, Y Nhiên Khả hãn A Sử Na Y Nhiên) của Khả Đột Vu bị quân đội nhà Đường (đời vua Đường Huyền Tông) đánh bại. Ngoài ra, một lực lượng gồm 5.000 kỵ binh Khố Mạc Hề (Kumo Xi) đã đầu hàng nhà Đường. Sự thất bại của người Khiết Đan và người Đột Quyết trước nhà Đường, và sự phục tùng của Khố Mạc Hề với nhà Đường đã loại bỏ vùng đệm đã hình thành giữa vương quốc Bột Hải và nhà Đường. Cảm nhận được sự thay đổi trong diễn biến chiến lược, Bột Hải Vũ Vương (cha của Đại Khâm Mậu) quyết định cầu hòa với nhà Đường. Hai nước Bột Hải và nhà Đường đã ký hòa ước, với điều kiện Bột Hải phải cống nạp cho nhà Đường.
Năm Nhân An thứ 19 (năm 737), các thủy thủ và thường dân nhà Đường bị giam giữ ở Bột Hải từ năm 732 được Bột Hải Vũ Vương cho hồi hương về lại nhà Đường (đời vua Đường Huyền Tông). Trong năm 737 Bột Hải Vũ Vương (Đại Vũ Nghệ) qua đời, hưởng thọ 55 tuổi. Con trai thứ ba của Bột Hải Vũ Vương là Đại Khâm Mậu (Dae Heummu) lên kế vị, tức là vua Bột Hải Văn Vương.

## Trị vì
Bột Hải Văn Vương (Đại Khâm Mậu) đổi niên hiệu Nhân An của Bột Hải Vũ Vương sang Đại Hưng (대흥 大興, Daeheung) cùng năm 737. Ông đã mở rộng lãnh thổ của Bột Hải đến lưu vực Hắc Long Giang ở phía Bắc và khu vực phía Bắc của bán đảo Liêu Đông (nơi vương quốc Tiểu Cao Câu Ly đang cai trị) ở phía Nam.
Trong thời kỳ trị vì của Bột Hải Văn Vương, quan hệ ngoại giao với nhà Đường (đời vua Đường Huyền Tông) đã được thiết lập. Năm Đại Hưng thứ hai (năm 738), một đoàn sứ giả từ vương quốc Bột Hải đã yêu cầu nhà Đường (đời vua Đường Huyền Tông) thực hiện các quy tắc nghi lễ và lịch sử triều đại trong một cử chỉ mang tính biểu tượng hướng tới hòa bình giữa Bột Hải và nhà Đường. Đồng thời, rắc rối với Thổ Phiên ở phía tây đã buộc nhà Đường phải rút toàn bộ lực lượng quân sự khỏi mảnh đất Cao Câu Ly cũ và áp dụng thế phòng thủ trước Bột Hải (trước đó nhà Đường luôn áp dụng thế tấn công trước Bột Hải).
Bột Hải Văn Vương cũng cử nhiều du học sinh sang nhà Đường để học tập (giống như nước Tân La đang làm) và nhiều người thậm chí đã vượt qua kỳ thi khoa cử của Trung Quốc. mở rộng ảnh hưởng của Phật giáo và Nho giáo tại Bột Hải. Bột Hải đã tích cực tiếp nhận văn hóa và hệ thống chính trị của nhà Đường tại Trung Quốc. Ông chấp nhận hệ thống cai trị trung ương của nhà Đường (hệ thống Tam tỉnh lục bộ 三省六部制) và sử dụng văn tự chữ Hán làm ngôn ngữ hành chính của vương quốc Bột Hải. Các nghiên cứu khảo cổ về cách bố trí của các thành phố Bột Hải đã đưa ra kết luận rằng chúng có chức năng tương tự như các thành phố Cao Câu Ly, đồng thời cũng cho thấy Bột Hải có duy trì sự tương dồng văn hóa với nhà Đường sau khi được thành lập.
Nguồn gốc chủ yếu của văn hóa Bột Hải là Cao Câu Ly nên các tượng và họa tiết Phật giáo được tìm thấy trong các ngôi chùa Bột Hải phán ảnh rằng nét đặc biệt của nghệ thuật Cao Câu Ly. Văn hóa vương quốc phát triển dưới hình thức hỗn hợp như cựu vương quốc Cao Câu Ly và nhà Đường.
Ông cũng củng cố quan hệ với Tân La (đời vua Tân La Hiếu Thành Vương, Tân La Cảnh Đức Vương, Tân La Huệ Cung Vương, Tân La Tuyên Đức Vương, Tân La Nguyên Thánh Vương), thế lực đã thống nhất bán đảo Triều Tiên phía nam Bột Hải. Trong thời kỳ trị vì của ông, Tân La đạo (Sillado), con đường giao thương buôn bán giữa Bột Hải với Tân La đã được thiết lập. Ông giám sát sự phát triển của tuyến thương mại được gọi là Tân La đạo (Hangul: 신라도, Hanja: 新羅道) này. Con đường thương mại của Tân La bắt đầu tại Đông Kinh nằm ở trung tâm tỉnh Yongwon của vương quốc Bột Hải, đi xuống dọc theo bờ biển qua tỉnh Hamgyong ngày nay. Tuyến đường này cũng đi qua Nam Kinh của vương quốc Bột Hải, được thành lập với mục đích tiến hành thương mại giữa vương quốc Bột Hải với Tân La. Kể từ những năm 1980, một số lượng lớn các địa điểm khảo cổ liên quan đến Bột Hải đã được khai quật ở Bắc Triều Tiên; trong số những địa điểm đó, thành trì tại Bukcheong và địa điểm tu viện tại Omae-ri ở thành phố Sinpo là những địa phương tham gia vào hoạt động thương mại giữa Bột Hải và Tân La. Con đường dẫn từ Pukchong - Nam Kinh của vương quốc Bột Hải, dọc theo bờ biển đến sông Yonghung; bên kia sông là quận Chonjeong (Jeonjeong) của Tân La.
Bột Hải cũng tăng cường ngoại giao và thương mại với Nhật Bản (đời Thiên hoàng Shōmu, Thiên hoàng Kōken, Thiên hoàng Junnin, Thiên hoàng Shōtoku, Thiên hoàng Kōnin, Thiên hoàng Kanmu) hòng gây sức ép với địch thủ Tân La ở mặt Nam. Bột Hải và Nhật Bản giữ vững quan hệ này trong suốt thời kỳ tồn tại của Bột Hải; và trong cả giai đoạn này, Bột Hải đã sai sứ giả sang Nhật Bản cả thảy 34 lần, được gọi là Bokkaishi, trong khi Nhật Bản chỉ sai sứ giả sang Bột Hải có 13 lần. Và vì nằm liền kề nhiều thế lực hùng mạnh khác nhau, có thể xem Bột Hải như một cái đệm giữa các thế lực trong vùng. Người Bột Hải tự hào là người thừa kế của Cao Câu Ly. Các thư tín gửi cho Thiên hoàng Nhật Bản chỉ ra rằng các vị vua Bột Hải tự nhận mình là "vua Cao Câu Ly". Lông thú từ vương quốc Bột Hải được xuất khẩu sang Nhật Bản trong khi các sản phẩm dệt may và kim loại quý như vàng và thủy ngân được nhập khẩu từ Nhật Bản. Ở Nhật Bản, lông của điêu (ten, tức là sable hoặc marten khác, tên một loài chồn đen ở vùng Tây Bá Lợi Á, da nó cực kì quý) rất có giá trị do nó được giới quý tộc Nhật Bản ưa chuộng. Tương tự như vậy, những người xây dựng của Bột Hải đã sử dụng các kỹ thuật công sự của Nhật Bản với nền văn hóa Nhật Bản đang thịnh hành trong quá trình xây dựng cảng của An. Các tác phẩm âm nhạc Shinmaka (tiếng Nhật: 新靺鞨) của Bột Hải đã được bảo tồn bởi triều đình Nhật Bản.

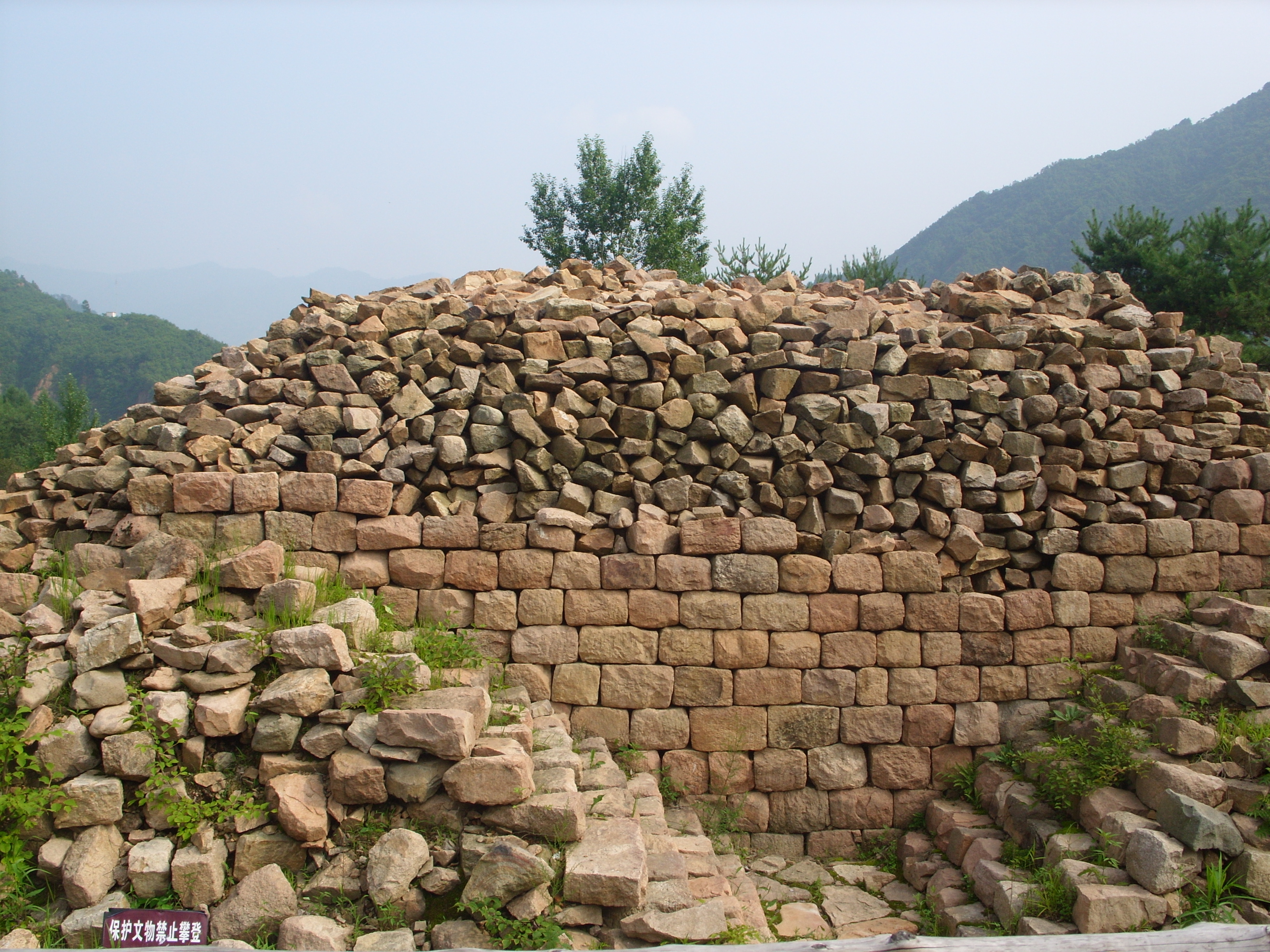
Di chỉ tháp canh của Hoàn Đô sơn thành, một thành trọng yếu của vương quốc Bột Hải, nay thuộc Tập An, Cát Lâm.

Bột Hải Văn Vương đã vài lần chuyển kinh đô của Bột Hải, ổn định và tăng cường quyền quản lý của triều đình trung ương với các bộ lạc thiểu số khác nhau trong vương quốc của mình. Năm Đại Hưng thứ 5 (năm 742) Bột Hải Văn Vương dời đô từ Đông Mưu (Dongmo) (nay là Đôn Hóa, phía nam Cát Lâm) sang Trung Kinh (nay là Hòa Long, Cát Lâm).
Bột Hải Văn Vương giao con gái thứ hai là Trinh Huệ công chúa nhỏ tuổi cho vị đại thần Đôn Thi Duyệt Lễ (敦诗悦礼) dạy học.
Năm Đại Hưng thứ 6 (năm 743), vua Đường Huyền Tông dời nhiệm sở của An Đông đô hộ phủ từ Bình Châu (nay là Lư Long, Hà Bắc, Trung Quốc) sang Liêu Tây Cổ Thành, tương ứng với Doanh Châu, đồng thời gọi An Đông phó Đại đô hộ Cổ Tuần (贾循) từ Bình Châu sang Liêu Tây Cổ Thành.
Bột Hải được thành lập trên những phần lãnh thổ sót lại của Cao Câu Ly trước đây cùng một số bộ lạc Tungus ở Mãn Châu, trong đó có cả người Mạt Hạt. Người Mạt Hạt ở trong tình trạng nô lệ và phải phục vụ cho giới cầm quyền Cao Câu Ly.  Như vậy, họ tạo nên một tầng lớp lao động. Tuy nhiên, cũng có những trường hợp người Mạt Hạt đã gia nhập vào tầng lớp thượng lưu Bột Hải, nhưng họ chỉ được phong các tước vị "suryong", hay "tù trưởng", và chỉ đóng một vai trò nhất định trong tầng lớp cầm quyền.
Việc xây dựng những ngôi mộ đầu tiên ở núi Long Đầu, Cát Lâm bắt đầu từ năm Đại Hưng thứ 8 (năm 745). Quần thể lăng mộ cổ ở núi Long Đầu trở thành một nghĩa trang được sử dụng cho đến khi kết thúc vương quốc Bột Hải.
Năm Đại Hưng thứ 13 (năm 750), Bột Hải Văn Vương xuất quân chinh phạt bộ lạc Ngu Lâu Mạt Hạt và Việt Hỷ Mạt Hạt, buộc hai bộ lạc này trở thành chư hầu của vương quốc Bột Hải. Từ đó ba bộ lạc Thiết Lợi Mạt Hạt, Ngu Lâu Mạt Hạt và Việt Hỷ Mạt Hạt phải triều cống hàng năm cho vương quốc Bột Hải.
Năm Đại Hưng thứ 16 (năm 753) Thiên hoàng Kōken của Nhật Bản phái sứ giả sang Tân La (đời vua Tân La Cảnh Đức Vương) để bang giao. Tuy nhiên vua Tân La Cảnh Đức Vương lại đối xử kiêu ngạo với các sứ giả Nhật Bản.

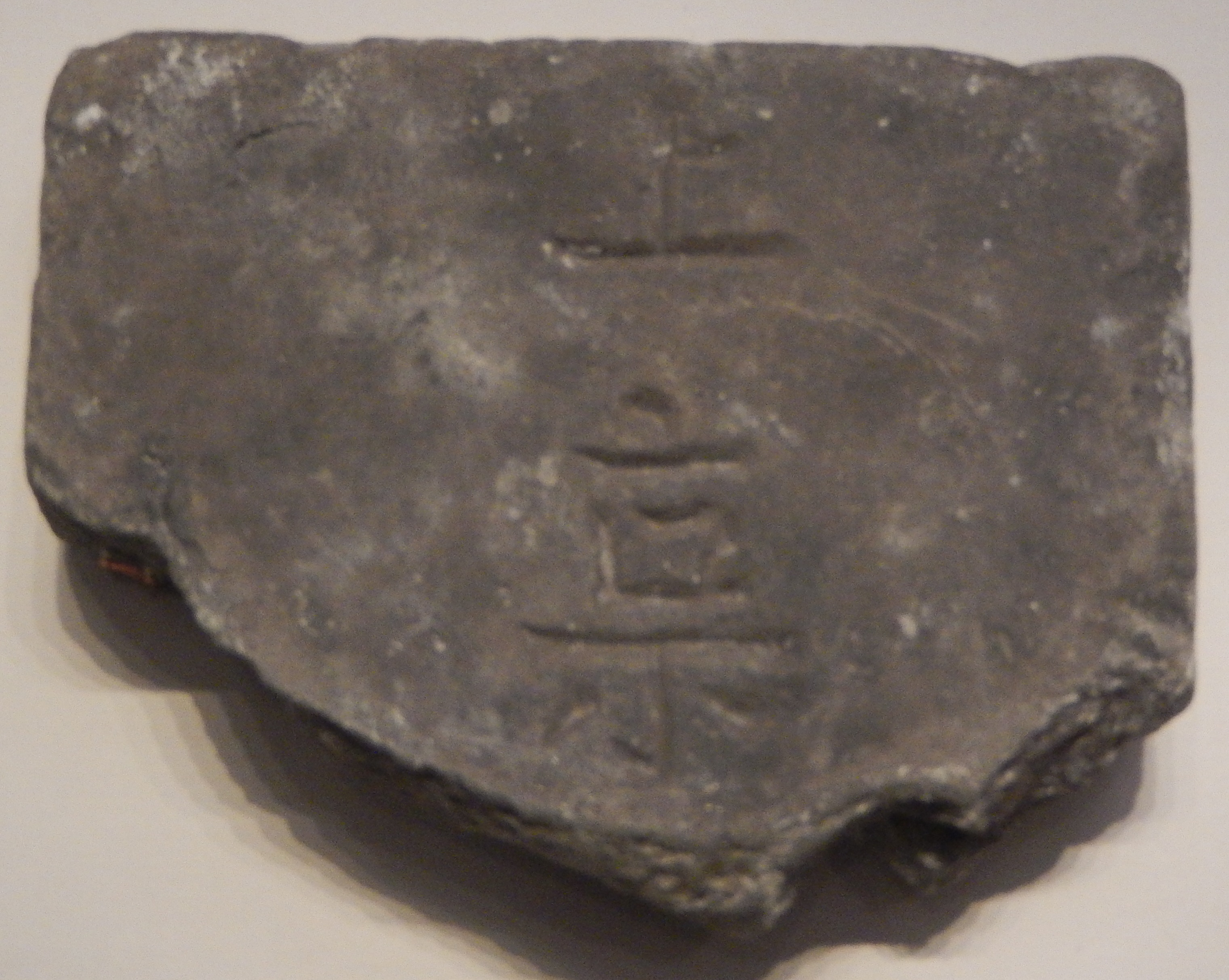
Mảnh gạch có khắc chữ shangjing 上京, "Thượng Kinh" của vương quốc Bột Hải, được trưng bày tại Bảo tàng Quốc gia Trung Quốc

Năm Đại Hưng thứ 18 (năm 755), Bột Hải Văn Vương lập ra thành phố Thượng Kinh, một trong những kinh đô của Bột Hải, tọa lạc tại khu vực gần hồ Kính Bạc ở Nam phần của tỉnh Hắc Long Giang ngày nay.
Năm Đại Hưng thứ 19 (năm 756) Bột Hải Văn Vương đã cải cách chế độ thống trị và dời đô từ Trung Kinh (nay là Hòa Long, Cát Lâm) sang Thượng Kinh (nay là Ninh An, Hắc Long Giang). Kinh đô Thượng Kinh (Sanggyong) được tổ chức theo kiểu kinh đô Trường An của nhà Đường. Kích thước Thượng Kinh bằng khoảng 1/5 kích thước của Trường An, dài 4,68 kilômét từ đông sang tây và 3,47 kilômét từ bắc xuống nam. Cấu trúc Thượng Kinh bao gồm thành phố bên ngoài, thành phố bên trong và thành phố cung điện bao quanh năm cung điện. Đây là một trong những thành phố thủ đô thời trung cổ được bảo tồn tốt nhất trên thế giới. Các khu dân cư dược bố trí hai bên của hoàng cung được bao quanh bởi một bức tường thành hình chữ nhật. Một Ô đột (Ondol) được cấu tạo để hở nằm bên trong thành nội của hoàng cung Bột Hải và nhiều nơi gần kế với nó. Bố cục tương tự cũng được thực hiện bởi các thủ đô của các nước Đông Á khác vào thời điểm đó. Trong các phủ của vương quốc Bột Hải, các phủ có đất đai nằm trên địa phận tỉnh Hắc Long Giang ngày nay là Thượng Kinh Long Tuyền phủ (上京龙泉府), Thiết Lợi phủ (铁利府), Hoài Viễn phủ (怀远府) và Mạc Hiệt phủ (鄚頡府等). Bột Hải Văn Vương cũng ổn định và tăng cường sức mạnh của triều đình Bột Hải, tăng cường sự khống chế của triều đình trên nhiều dân tộc cùng sống chung trong vương quốc - đang được tạm thời mở rộng. Ông cũng cho phép lập ra Trụ tử giám (주자감, Jujagam, 胄子監), học viện quốc gia phỏng theo Quốc tử giám của nhà Đường.
Cùng năm 756, Thứ sử Doanh Châu của nhà Đường (đời vua Đường Túc Tông) đã đề nghị cấp cho Bột Hải Văn Vương 40.000 quân tiếp viện để cùng nhà Đường đi đàn áp Loạn An Sử, nhưng Bột Hải Văn Vương đã từ chối.
Năm Đại Hưng thứ 20 (năm 757), nhân nhà Đường (đời vua Đường Túc Tông) đang có Loạn An Sử, Bột Hải Văn Vương phái quân Bột Hải đi đánh chiếm ba thành trì của nhà Đường ở An Đông đô hộ phủ.
Năm Đại Hưng thứ 21 (năm 758) Thiên hoàng Kōken của Nhật Bản lại phái sứ giả sang Tân La (đời vua Tân La Cảnh Đức Vương) để bang giao. Lần này vua Tân La Cảnh Đức Vương lại từ chối gặp họ. Vua Tân La Cảnh Đức Vương được cho là đã xúc phạm Nhật Bản hai lần.
Với hai lần Nhật Bản bị vua Tân La Cảnh Đức Vương xúc phạm, từ sau năm 758, Thiên hoàng Junnin của Nhật Bản yêu cầu vương quốc Bột Hải (đời Bột Hải Văn Vương) cùng họ tấn công Tân La. Bột Hải và Nhật Bản đã nhiều lần cho sứ giả đi lại với nhau trong những năm Đại Hưng thứ 22 (năm 759) đến năm Đại Hưng thứ 24 (năm 761) để lên kế hoạch cho cuộc tấn công vào Tân La.
Vì Loạn An Sử nổ ra vào năm 756 khiến nhà Đường mất quyền kiểm soát vùng đông bắc, vua Đường Túc Tông bãi bỏ An Đông đô hộ phủ trong năm Đại Hưng thứ 24 (năm 761), Hầu Hi Dật (侯希逸) không còn làm An Đông đô hộ nữa, Liêu Tây Cổ Thành không còn là trú địa của An Đông đô hộ phủ nữa. Bột Hải Văn Vương yên tâm về việc nhà Đường sẽ không thể tấn công quốc gia của mình vào thời điểm này.
Vua Tân La Cảnh Đức Vương có thể đã biết về những kế hoạch của Bột Hải và Nhật Bản muốn tấn công gọng kìm vào Tân La và đã chuẩn bị bằng cách xây dựng sáu lâu đài dọc theo biên giới với vương quốc Bột Hải vào năm Đại Hưng thứ 25 (năm 762). Bột Hải Văn Vương nhiều lần phái quân tấn công biên giới Tân La. Khu vực biên giới Bột Hải và Tân La đã đổi chủ nhiều lần nhưng những tổn thất không được mô tả trong lịch sử chính thức của Tân La, chỉ ghi ngày tháng khi một đội quân Tân La được gửi lên phía bắc. Nhật Bản (đời Thiên hoàng Junnin) đã chuẩn bị một hạm đội để xâm chiếm miền nam Tân La, tuy nhiên kế hoạch không bao giờ thành hiện thực.
Cũng trong năm Đại Hưng thứ 25 (năm 762) vua Đường Đại Tông công nhận Bột Hải là một vương quốc nhằm khiến cho ông đừng thừa cơ nhà Đường còn loạn An Sử mà xâm phạm biên cương. Bột Hải Văn Vương phái con trưởng là thế tử Đại Hoành Lâm đi sứ sang nhà Đường để đáp lễ với vua Đường Đại Tông.
Mặc dù nhà Đường công nhận ông là "vương" năm 762, nhưng tại vương quốc Bột Hải, ông được gọi là Đại Hưng Bảo Lịch Hiếu Cảm Kim Luân Thánh Pháp Đại Vương (대흥보력효감금륜성법대왕, 大興寶曆孝感金輪聖法大王, Daeheung Boryeok Hyogam Geumryun Seongbeop Daewang), Khả Độc Phu (가독부, 可毒夫, Gadokbu), Thánh Vương (성왕, 聖王, Seongwang) và Cơ Hạ (기하, 基下, Giha), Một số sử gia Triều Tiên coi ông là Thiên tôn (天孫, 천손, Ch'ǒnson, con cháu của Trời) và là một hoàng đế. Người phối ngẫu của người cai trị Bột Hải cũng được gọi là hoàng hậu. Tuy nhiên nước Tân La (đời vua Tân La Cảnh Đức Vương) vẫn coi vương quốc Bột Hải là một chư hầu nổi loạn của Tân La dù Tân La có diện tích nhỏ hơn vương quốc Bột Hải.
Sau khi nhà Đường công nhận Bột Hải là một vương quốc vào năm 762, từ năm 762, các đoàn sứ giả Bột Hải đến Nhật Bản (đời Thiên hoàng Junnin) bắt đầu coi người cai trị Bột Hải là hậu duệ của Thiên đường, tức là Thiên tử (ý nói rằng các vua Bột Hải có địa vị ngang hàng với các hoàng đế nhà Đường). Các quan chức Nhật Bản đã chỉ trích những bức thư này, sửa đổi chúng và hạn chế các đoàn sứ giả từ Bột Hải đến Nhật Bản. Một văn bia hoàng gia và kinh Phật xác nhận danh hiệu Thiên tử cho người cai trị của Bột Hải.
Năm Đại Hưng thứ 26 (năm 763) Loạn An Sử ở nhà Đường (đời vua Đường Đại Tông) kết thúc, tuy nhiên các Tiết độ sứ bắt đầu nổi dậy kiểm soát vùng đông bắc của nhà Đường giáp ranh với biên giới của vương quốc Bột Hải.
Mối quan hệ song phương giữa nhà Đường và vương quốc Bột Hải ngày càng thân thiện. Từ năm Đại Hưng thứ 29 (năm 766) đến năm Bảo Lịch thứ 6 (năm 779), có 25 đoàn sứ giả từ vương quốc Bột Hải đến nhà Đường để bày tỏ sự tôn trọng của Bột Hải Văn Vương đối với vua Đường Đại Tông.
Năm Đại Hưng thứ 37 (năm 774) Bột Hải Văn Vương đổi niên hiệu từ Đại Hưng sang Bảo Lịch (보력 寶曆, Boryeok) nguyên niên.
Năm Bảo Lịch thứ 3 (năm 776), hoàng hậu của Bột Hải Văn Vương là Hiếu Ý hoàng hậu qua đời.

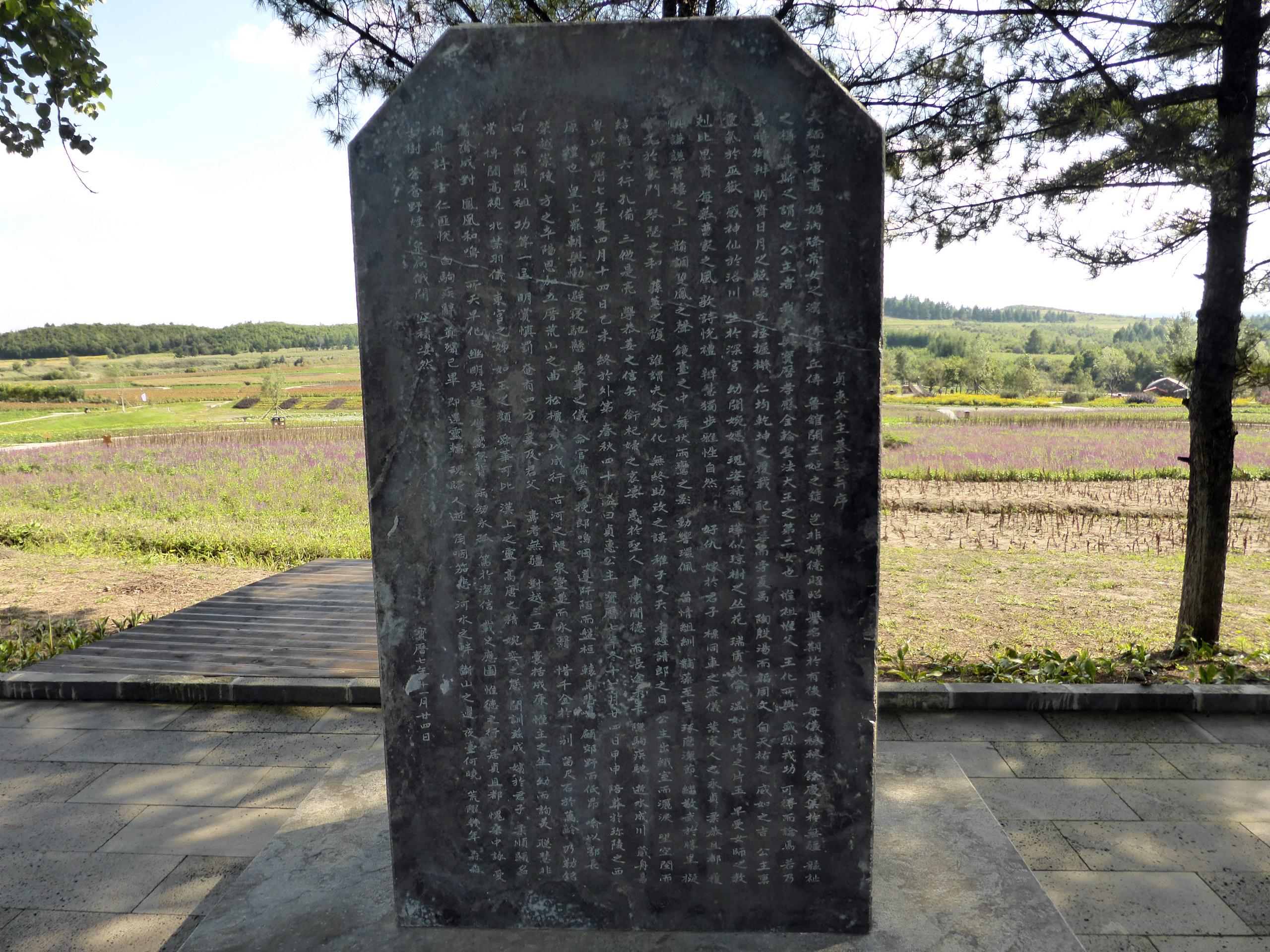
Bản sao văn bia của Trinh Huệ công chúa (737 - 777), con gái thứ 2 của vua Bột Hải Văn Vương (cai trị từ năm 737 đến năm 793)

Ngày 25 tháng 5 năm Bảo Lịch thứ 4 (năm 777), Nhị công chúa của Bột Hải Văn Vương là Trinh Huệ công chúa qua đời, hưởng thọ 40 tuổi. Theo bia mộ và văn bia được viết bằng tiếng Hán cổ điển, Trinh Huệ công chúa đã kết hôn và có ít nhất một người con trai, nhưng cả chồng và con trai đều chết trước cô. Trong thời gian để tang cô, Bột Hải Văn Vương được cho là rất đau buồn và không đi ra khỏi phòng dù là có công việc triều chính.
Năm Bảo Lịch thứ 7 (năm 780) di cốt của Trinh Huệ công chúa được chôn cất ở phía tây Trân Lăng (진릉, 珍陵), Seowon (서원, 西原), ngày nay được biết đến như một phần của Lăng mộ cổ tại núi Long Đầu, Cát Lâm, Trung Quốc, cùng với một tượng đài của Trinh Huệ công chúa được dựng lên ở cùng năm 780 đó. Bia mộ Nhị công chúa của Bột Hải Văn Vương là Trinh Huệ công chúa cũng đã được tìm thấy vào vào tháng 8 năm 1949. Các học giả từ Đại học Diên Biên của Trung Quốc biết được một số thông tin về cuộc đời của Trinh Huệ công chúa sau khi tìm thấy bia mộ và văn bia của cô ở núi Yujing, Cát Lâm với tất cả các ký tự được bắt chước từ hệ thống chữ viết của triều đại nhà Đường. Theo một số nguồn tin Trung Quốc, lăng mộ của Trinh Huệ công chúa được xây dựng từ một khối đá hình vuông cao 1,5 m, sâu khoảng 2 m, cũng dài 2,8–2,9 m từ bắc xuống nam và 2,7–2,8 m từ tây sang đông.
Năm Bảo Lịch thứ 12 (năm 785) Bột Hải Văn Vương dời đô từ Thượng Kinh (nay là Ninh An, Hắc Long Giang) sang Đông Kinh (nay là Hồn Xuân, Cát Lâm) và đổi niên hiệu từ Bảo Lịch về lại niên hiệu Đại Hưng (gọi năm 785 là năm Đại Hưng thứ 38). Theo phân cấp hành chính của Bột Hải, trên địa phận Cát Lâm tồn tại Áp Lục phủ (鴨綠府) với trị sở tại Tây Kinh (nay thuộc Lâm Giang), Trường Lĩnh phủ (長嶺府) với trị sở đặt tại Hà Châu (nay thuộc Hoa Điện), Phù Dư phủ (夫餘府), Mạc Hiệt phủ (鄚頡府).

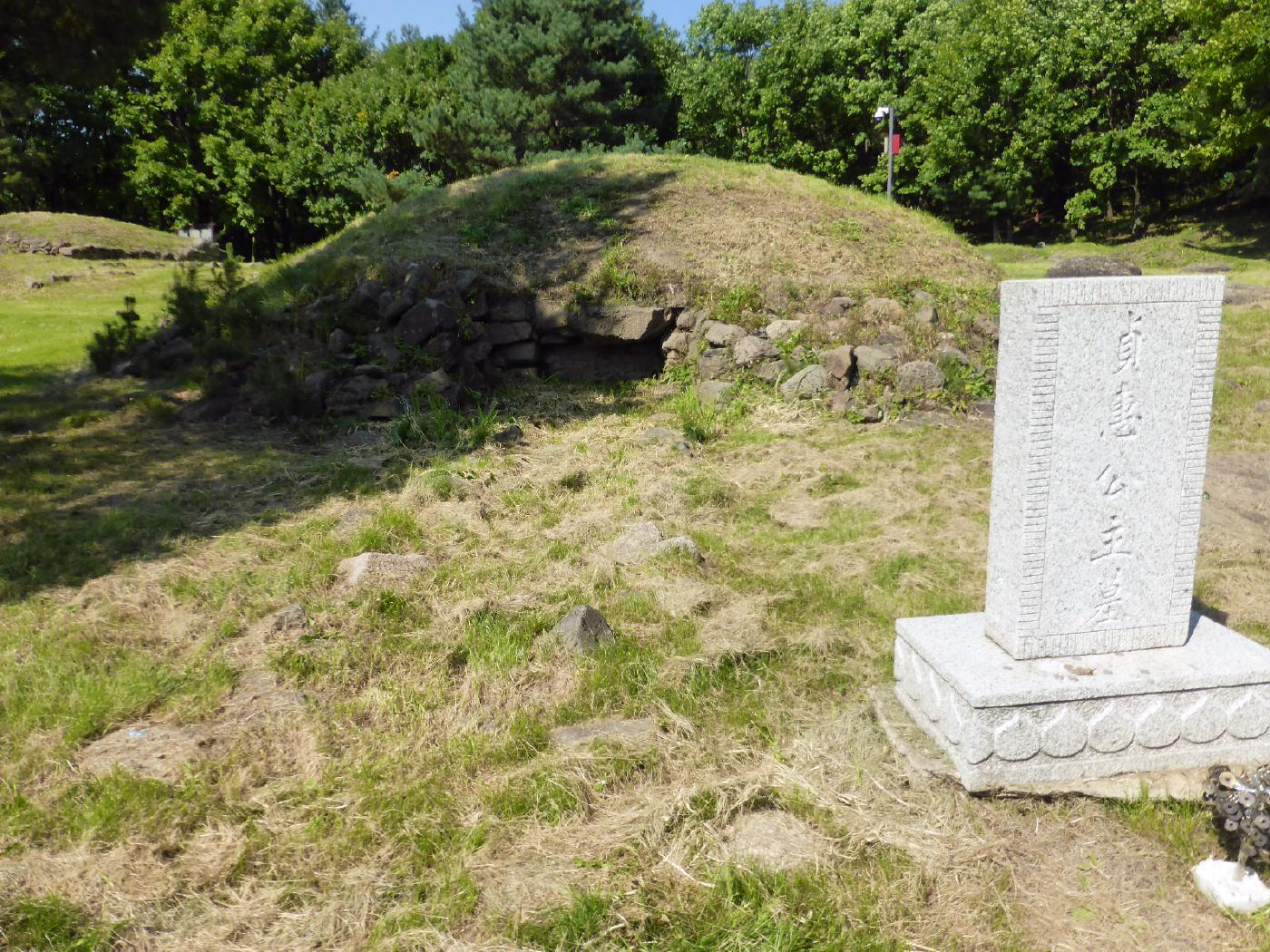
Ngôi mộ của Trinh Hiếu công chúa (757 - 792), con gái thứ 4 của vua Bột Hải Văn Vương (cai trị từ năm 737 đến năm 793)

Ngày 6 tháng 7 năm Đại Hưng thứ 45 (năm 792), Tứ công chúa của Bột Hải Văn Vương là Trinh Hiếu công chúa qua đời, hưởng thọ 35 tuổi. Cô được trao thụy hiệu là "Trinh Hiếu" vì cô ấy là người có đạo đức và hiếu thảo. Đến ngày 11 tháng 1 năm Vĩnh Đức thứ 2 (năm 810), di cốt của Trinh Hiếu công chúa mới được vua Bột Hải Định Vương cho chôn cất tại Nhiễm Cốc (染谷), Seowon (서원, 西原) thuộc Quần thể lăng mộ cổ ở núi Long Đầu, Cát Lâm, Trung Quốc.
Năm Đại Hưng thứ 46 (năm 793) Bột Hải Văn Vương bắt đầu tiến hành việc dời đô từ Đông Kinh (nay là Hồn Xuân, Cát Lâm) về lại Thượng Kinh (nay là Ninh An, Hắc Long Giang). Theo sử sách Trung Quốc, Bột Hải có 5 kinh đô, 15 phủ, và 63 huyện. Cấu trúc triều đình của Bột Hải tương tự như nhà Đường và hệ thống 5 kinh đô của nó bắt nguồn từ cấu trúc hành chính của Cao Câu Ly.
Vào cuối thời đại của Bột Hải Văn Vương trong năm 793, các hoàng tử từ hoàng tộc Bột Hải (con cháu của Bột Hải Cao Vương, Bột Hải Vũ Vương và Bột Hải Văn Vương) đang làm lính canh tại triều đình nhà Đường của vua Đường Đức Tông theo ý muốn của họ. Hòa bình với nhà Đường cho phép vương quốc Bột Hải tiếp tục mở rộng lãnh thổ của mình.
Trước đó thế tử của Bột Hải Văn Vương là Đại Hoành Lâm (Dae Goeng-rim) đã chết, còn Nhị hoàng tử Đại Anh Tuấn, Tam hoàng tử Đại Trinh Oát và Tứ hoàng tử Đại Tung Lân đang làm lính canh ở nhà Đường (đời vua Đường Đức Tông) nên ông phải chọn em trai của ông là Đại Nguyên Nghĩa làm người kế vị của mình.
Trong năm Đại Hưng thứ 46 (năm 793), Bột Hải Văn Vương qua đời khi việc dời đô chưa hoàn thành, em trai là Đại Nguyên Nghĩa (khi đó đã hơn 60 tuổi) lên kế vị. Tuy không rõ năm sinh của Bột Hải Văn Vương nhưng ông đã làm vua của Bột Hải trong suốt 56 năm, tức là ông có tuổi thọ khá cao, tầm hơn 70 tuổi (vì khi lên ngôi vua ông đã trưởng thành).

## Niên hiệu
- Đại Hưng (대흥 大興, Daeheung 737 - 774, 785 - 793)
- Bảo Lịch (보력 寶曆, Boryeok, 774 - 785)

## Gia quyến
- Cha: Bột Hải Vũ Vương - Đại Vũ Nghệ (무왕 대무예, 武王 大武藝)
  - Ông nội: Bột Hải Cao Vương - Đại Tộ Vinh (고왕 대조영, 高王 大祚榮)
- Anh em:
  - Anh trai cả: Đại Đô Lợi Hành (대도리행, 大都利行, Dae Dorihaeng)
  - Anh trai thứ hai: Đại Nghĩa Thần (대의신, 大義神, Dae Ui-sin)
  - Em trai thứ tư: Đại Nguyên Nghĩa (대원의, 大元義, Dae Won-ui)
- Hoàng hậu: Hiếu Ý hoàng hậu (효의황후, 孝懿皇后)
  - Đại hoàng tử: Đại Hoành Lâm (대굉림, 大宏臨) – cha của Bột Hải Thành Vương - Đại Hoa Dư (성왕 대화여, 成王 大華璵)
  - Nhị hoàng tử: Đại Anh Tuấn (대영준, 大英俊)
  - Tam hoàng tử: Đại Trinh Oát (대정알, 大貞斡)
  - Tứ hoàng tử: Bột Hải Khang Vương - Đại Tung Lân (강왕 대숭린, 康王 大嵩璘)
  - Đại công chúa: mất sớm, không rõ tên
  - Nhị công chúa: Trinh Huệ công chúa (정혜공주, 貞惠公主; 737–777)
  - Tam công chúa: Định Duyên công chúa (정연공주, 定延公主)
  - Tứ công chúa: Trinh Hiếu công chúa (정효공주, 貞孝公主; 757–792)